# Alternanthera philoxeroides
Espèce
Classification APG III (2009)
Alternanthera philoxeroides, appelée aussi « herbe à alligator », est une espèce de plante herbacée de la famille des Chenopodiaceae, ou des Amaranthaceae, selon la classification envisagée.

## Répartition et habitat
Originaire d'Amérique du Sud, Alternanthera philoxeroides s'est répandue en Australie, Nouvelle-Zélande et en Asie du sud-est. Elle aurait été importée en Europe en tant que plante ornementale de bassins aquatiques.
Depuis 2017, cette plante est inscrite dans la liste des espèces exotiques envahissantes préoccupantes pour l’Union européenne. Cela signifie qu'elle ne peut pas être importée, cultivée, commercialisée, plantée, ou libérée intentionnellement dans la nature, et ce nulle part dans l’Union européenne.

## Usages
Elle est considérée comme une plante invasive